# MM 54
«MM 54»— título original en inglés y español es el décimo cuarto episodio de la cuarta temporada de la serie de televisión posapocalíptica y de horror Fear the Walking Dead. El guion estuvo firmado por Anna Fishko y Shintaro Shimosawa, mientras que Lou Diamond Phillips dirigió el episodio, que se emitió por AMC el 16 de septiembre de 2018.

## Trama

### Flashbacks
En un flashback, la misteriosa mujer, Martha, se ve obligada a matar a su marido después de que él se convierte. Después de enterrarlo, comienza a perder la cabeza, murmurando para sí misma. Martha comienza a matar a varios supervivientes que están dejando las cajas de suministros en los marcadores de millas.

### Trama Principal
En el presente, Martha ataca el semirremolque con armas SWAT. Después de quedarse sin munición, Martha huye en el camión SWAT, no sin antes ser herida por un disparo de Wendell. Morgan y todos escapan del semirremolque y explota debido a una fuga de combustible. El ruido atrae a una manada de caminantes y el grupo va a un hospital cercano. Cuando la manada ingresa al hospital, el grupo va al piso superior y se dividen en grupos para barricar las otras escaleras. Creyendo que las barricadas no aguantarán, el grupo va al techo a través del elevador, menos Althea, quien fue por su cuenta para encender el generador para arreglar el elevador. En el techo, June revisa las heridas de Jim y descubre que ha sido mordido por un caminante. Mientras tanto, Alicia y Charlie continúan su caminata y se encuentran con un lago donde encuentran el sombrero de John Dorie.

## Recepción
"MM 54" recibió mezcla de críticos. En Rotten Tomatoes, "MM 54" obtuvo una calificación del 63% con un puntaje promedio de 7.8/10 según 8 reseñas.

### Calificaciones
El episodio fue visto por 1,87 millones de espectadores en los Estados Unidos en su fecha de emisión original, por debajo de las calificaciones de episodio anterior de 1,71 millones de espectadores.